# Code de Théodose
 (janvier 2021).
Si vous disposez d'ouvrages ou d'articles de référence ou si vous connaissez des sites web de qualité traitant du thème abordé ici, merci de compléter l'article en donnant les références utiles à sa vérifiabilité et en les liant à la section « Notes et références ».
Lire en ligne

http://www.thelatinlibrary.com/theodosius.html

Le Code de Théodose ou Code théodosien (en latin : Codex Theodosianus) est un recueil de décisions impériales romain promulgué par Théodose II, en 438.
Premier recueil officiel de ce genre, réalisé sur ordre de l'empereur d'Orient Théodose II qui prescrivit de rassembler dans un ouvrage les constitutions générales émises depuis le règne de Constantin Ier (310-337) (le terme de « constitution » est « ici synonyme de « loi », même si les différents textes contenus dans l'ouvrage ne sont pas non plus des lois au sens législatif du terme, mais plutôt un ensemble de règlements et de décisions impériales »). 
Le Code fut promulgué à Constantinople le 15 février 438, ainsi qu’en témoigne la novelle De Theodosiani Codicis auctoritate adressée au préfet du prétoire d’Orient Florentius. Le chapitre 3 de cette novelle indique qu’à partir des calendes de janvier personne ne pourrait invoquer des textes ne figurant pas dans le Code ; le chapitre 6 dispose que les lois non référencées dans le Code à la date de sa publication seront rejetées comme fausses, à l'exception des dispositions relatives aux affaires militaires, fiscales et administratives. Le sénat de Rome prit officiellement connaissance de l’ouvrage le 25 décembre 438 et il entra en vigueur le 1er janvier 439.

## Contenu
Les lois du Code théodosien portent sur l'ensemble des aspects de l'existence au Bas-Empire romain : questions politiques, économiques, sociales et religieuses. Leur contenu permet ainsi de se faire une juste idée de la condition de ses habitants, tous âges et sexes confondus.
En particulier, le Code théodosien remet en question le statut des Juifs, jusqu'alors et ce depuis la promulgation de l'Édit de Caracalla de simples citoyens romains. Il leur interdit d'être  en supériorité par rapport à un chrétien, ils ne peuvent avoir de charges officielles, ils ne peuvent édifier de nouvelles synagogues.

## Antécédents
Au début du IIIe siècle, le juriste Paul rédige un commentaire de « constitutions » impériales en six livres. Des collections de rescrits sont probablement compilées au cours du IIIe siècle. Vers 291, un juriste, Gregorius, donne un recueil de rescrits dont les plus anciens remontent à Hadrien : le recueil est connu sous le nom de code Grégorien. Quelques années plus tard, le juriste Hermogénien en publie un complément, le code Hermogénien, qui contient des constitutions des années 293/294 à 324.

## Réalisation
Théodose II décida de faire réaliser le premier recueil officiel d’ordonnances impériales, en prescrivant de rassembler dans un ouvrage les constitutions générales émises depuis le règne de Constantin Ier. Le besoin d’une codification alors ressenti par le pouvoir répondait vraisemblablement à des nécessités diverses. Les unes, qui n'ont certes jamais été formellement exprimées, traduisent une double volonté de l’État : d’une part, celle d’affirmer son existence en des temps de relative incertitude politique — même si la pars Orientis connaît alors une relative stabilité — et de mutations profondes ; de l’autre, celle d’inscrire son action dans cette longue durée à laquelle font régulièrement allusion les lois lorsqu’elles affirment, en recourant à des expressions qui ne sont peut-être pas uniquement le reflet du style parfois emphatique des textes de la chancellerie impériale, l’idée d’éternité de l’empereur romain et de la pérennité de sa législation. Les autres sont ouvertement évoqués dans les dispositions prises pour réaliser l’ouvrage.
La promulgation du Code Théodosien est en réalité l’aboutissement d’une démarche qu’il faut replacer dans sa globalité.
Cinq mesures arrêtées par l'empereur entre 425 et 438 permettent de la retracer. Le 27 février 425, Théodose II prend une disposition énergique pour réglementer l’enseignement des arts libéraux à Constantinople : il décide d’écarter de la « vulgaire ostentation tous ceux sans exception qui, usurpant le titre de maîtres, ont pris l’habitude de réunir autour d’eux, publiquement, dans des salles et dans des classes, des élèves rassemblés de partout », les menace d’expulsion s’ils ne se plient pas à son injonction et met en place, à l’attention de la « glorieuse adolescence », un auditorium composé d’orateurs, de sophistes et de grammairiens enseignant en grec et en latin auxquels seront adjoints — « telle sera la volonté de l’empereur » souligne le texte — un professeur qui « scrutera les arcanes de la philosophie et deux professeurs qui exposeront les formules du droit et des lois. » Ces enseignements, précise la loi, seront dispensés dans des locaux spécifiques à chacun d’eux, de façon que « le bruit des uns et des autres n’importune pas maîtres et élèves » et « que le mélange des langues et des voix ne détourne pas les oreilles et les esprits de certains élèves de l’étude des lettres. »
Trois semaines plus tard, le 15 mars, une constitution unique conservée au titre 21 du Livre VI sous la rubrique De professoribus, qui in urbe Constantinopolitana docentes ex lege meruerint comitivam (elle est adressée au préfet de la Ville de Constantinople Theophilus) octroie le titre de comte de premier ordre à un certain nombre d’enseignants nommément désignés, parmi lesquels le professeur de droit Leontius ; le titre sera également concédé « à ceux qui auront exercé avec compétence pendant vingt ans dans l’auditorium » : il s’agit en quelque sorte d’une promotion à l’ancienneté visant à récompenser les bons maîtres. Ces mesures constituent le socle qui permettra peu après l’ouverture du chantier conduisant à l’élaboration puis à la promulgation de la codification qui portera le nom de l’empereur. La troisième disposition, celle du 26 mars 429, prévoyait la réalisation, sous l’égide d’une commission de neuf membres présidée par Antiochus, ancien questeur du palais et préfet du prétoire, de deux ouvrages : l’un, conçu sur le modèle des codes grégorien et hermogénien (codes qui sont le fruit d’initiatives privées), « regrouperait par ordre chronologique toutes les constitutions proposées par l’illustre Constantin, les princes qui lui ont succédé et nous-mêmes [il s’agit de Théodose], constitutions fondées sur la force des édits ou leur nature universelle et sacrée ». L’autre serait une monumentale combinaison des codes grégorien et hermogénien, du Code théodosien une fois publié et des opinions des juristes, « pour montrer à tous ce qui doit être suivi et ce qui doit être évité. » Comparable dans son principe à la compilation connue sous le nom de « Fragments du Vatican », l'ouvrage servirait aux spécialistes et aux praticiens du droit : il ne supporterait ni erreurs ni ambiguïtés.
C'était un projet audacieux, qui supposait de rassembler des milliers de constitutions ; c'était un projet difficile à mettre en œuvre, compte tenu de la nature variée des dispositions impériales et des modifications formelles qu’elles avaient pu prendre lors de l’affichage. Quelle version des textes fallait-il alors enregistrer ? C'était enfin un projet dévoreur de temps : il imposerait en effet de rassembler des textes archivés dans des dépôts divers, en espérant en outre que leurs conditions matérielles de conservation ne les aient pas détériorés. La commission se mit à l’œuvre, mais elle ne pouvait cependant espérer voir son travail aboutir rapidement : plusieurs années s'écouleraient avant que les ouvrages ne voient le jour.
Or, un peu plus de six ans après, le 20 décembre 435, Théodose II prit une nouvelle mesure souvent interprétée comme une inflexion radicale du programme initial. Voici ce que prévoit notamment la quatrième disposition :

« Que toutes les constitutions édictales et générales dont on a ordonné la validité ou l’affichage dans les provinces ou dans des lieux précis, constitutions que le divin Constantin et les princes qui lui ont succédé ainsi que nous-mêmes avons promulguées, soient distinguées par des titres indiquant leur contenu, de sorte que les plus récentes puissent apparaître clairement non seulement par le calcul des consulats et des jours mais aussi par l’ordre de leur composition. Et si l’une d’elles doit être divisée en plusieurs chapitres, chacun d’eux sera séparé des autres et placé sous le titre approprié ; sera retranché de chaque constitution ce qui ne concerne pas la force de la sanction, et le droit seul sera conservé. »

Dépouillées de ce qui ne se rapporte pas à la sanctio — cette partie de la loi qui établit la peine contre ceux qui ne respectent pas la loi, comme l'indiquent les Institutiones — les lois, réduites à leur dispositif, seront ainsi immédiatement intelligibles.
L’interprétation des lois de 429 et 435 a suscité de très savants débats : faut-il considérer que celle de 435 mettait définitivement fin au projet de 429 ou que, face au rythme inégal avec lequel le travail avançait, elle prévoyait maintenant de publier dans les meilleurs délais le recueil de lois et de reporter la mise en circulation de l’ouvrage de leges et de jus ? Quoi qu’il en soit, la disposition de 435 modifie quelque peu les perspectives de celle de 429 : les textes publiés ne correspondent pas en effet à la version originale des dispositions, puisque « ceux chargés d’entreprendre ce travail » étaient autorisés à « retrancher les mots inutiles, à ajouter les termes nécessaires, à modifier les passages ambigus et à amender les incongruités. »
Confiée à une commission de seize membres — dont certains faisaient déjà partie de celle désignée en 429 — la mission fut menée à bien en un temps record : un exemplaire du Code nouvellement achevé fut en effet remis en octobre 437 au jeune empereur d’Occident Valentinien III à l’occasion de ses noces célébrées à Constantinople avec Licinia Eudoxia, fille de Théodose II ; comme le rappellera en 438 Anicius Achillius Glabrio Faustus, un des membres de la délégation occidentale qui avait accompagné Valentinien III :
« la félicité des princes éternels progresse et croît à un point tel qu’elle munit des ornements de la paix ceux qu’elle défend par les armes. L’année dernière, alors que j’accompagnai, marque de mon dévouement, l’union très heureuse des personnes sacrées, le prince très sacré notre seigneur Théodose a voulu, une fois les noces conclues avec bonheur, ajouter également à son univers un témoignage de dignité, à savoir : il ordonna d’établir les règles à suivre dans l’univers selon les préceptes des lois rassemblées dans un ouvrage de seize livres qu’il a voulu voir consacrés à son nom très sacré. Cette mesure, le prince éternel notre seigneur Valentinien, l’a approuvée par le dévouement d’un associé et l’affection d’un fils. »

## Publication et entrée en vigueur
Le code fut promulgué à Constantinople le 15 février 438, ainsi qu’en témoigne la novelle intitulée De Theodosiani codicis auctoritate : adressée au préfet du prétoire d’Orient, Flavius Florentius, cette disposition — la cinquième — indique, dans son chapitre 3, qu’à partir des calendes de janvier personne ne pourrait invoquer des textes ne figurant pas dans le Code et précise, dans son chapitre 6, que « les lois non référencées dans le Code à la date de sa publication seront rejetées comme fausses » ; une exception : les dispositions relatives aux affaires militaires, fiscales et administratives.
À Rome, le sénat prit officiellement connaissance de l’ouvrage le 25 décembre 438 lors d’une séance tenue dans la demeure d’Anicius Acilius Glabrio Faustus et dont le déroulement nous est connu par les Gesta senatus Romani de Theodosiano publicando : ce document, découvert en 1820, est sans nul doute exceptionnel, puisqu’il s’agit de la seule sténographie qui nous soit parvenue des milliers de réunions qu’a tenues le Sénat de Rome depuis ses origines. Au paragraphe 3 de ce procès-verbal publié par les soins de Flavius Laurentius, exceptor amplissimi senatus — secrétaire de séance —, on lit ceci : 

« Le clarissime et illustre Anicius Acilius Glabrio Faustus, ancien préfet de la Ville — il le fut à trois reprises —, préfet du prétoire et consul ordinaire, dit : l’empereur nous ayant donc convoqués, moi et l’illustre préfet du prétoire d’Orient de ce temps, il ordonna de sa main divine que soient remis à l’un et à l’autre un exemplaire du code, à envoyer avec déférence dans tout son univers ; ainsi, parmi ses premières préoccupations, le prince très sacré ordonnait que soit offert à la connaissance de votre Sublimité l’objet de sa prévoyance. Par ordre des deux princes, j’ai directement reçu le code en mains propres. Les constitutionnaires sont présents : s’il plaît à votre Grandeur, que votre Grandeur ordonne que soient relues pour vous ces lois mêmes pour lesquelles ils ont donné l’ordre qu’il en soit fait ainsi, pour que nous obéissions sans réserve avec l’attachement qui convient aux préceptes très avisés des princes éternels. »

Faustus procéda alors à la lecture de la loi de 429, avant d’indiquer qu’il déposerait l'exemplaire apporté de Constantinople dans les archives de la préfecture du prétoire ; deux copies en seraient faites, dont l'une destinée à la préfecture urbaine, l'autre aux constitutionnaires, à charge alors pour eux de la reproduire en autant d'exemplaires qu'il le faudrait ; un de ces exemplaires devra être expédié par leurs soins dans la province d'Afrique.

## La transmission du texte

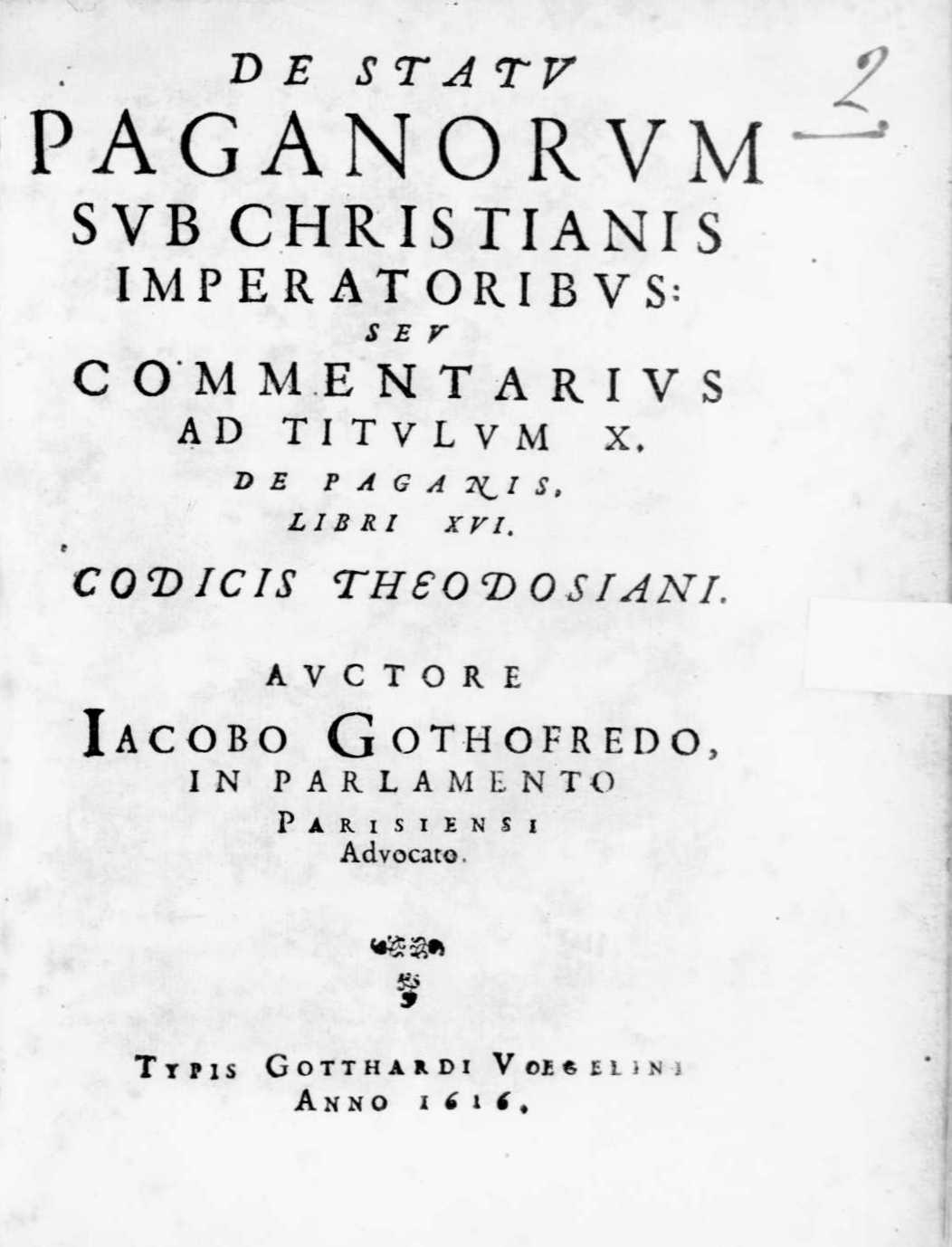
De statu paganorum sub christianis imperatoribus: seu commentarius ad titulum X de paganis libri XVI codicis Theodosiani par Jacques Godefroy, 1616

Le Code théodosien nous est parvenu à travers les manuscrits qui ont circulé en Occident au haut Moyen Âge, et qui n'en véhiculent qu'une version lacunaire. La majeure partie des livres II à V (traitant essentiellement d'institutions romaines) s'est perdue. On constate de nombreuses autres lacunes, notamment dans le livre VI dont les deux premiers titres manquent entièrement.
Au total, la partie conservée ne représente qu'environ les trois cinquièmes du texte intégral. Certains passages sont connus indirectement, ayant été intégrés dans des textes juridiques de haute époque (notamment la  Lex Romana Wisigothorum).